# Лейси Роуз
Лейси Роуз (англ. Lacy Rose, настоящее имя Николь Лиза Джонс, англ. Nichole Lisa Jones, род. 4 марта 1969, Лагуна-Бич, Калифорния) — бывшая американская порноактриса, лауреатка AVN Awards и XRCO Award.

## Биография
Родилась 4 марта 1969 года в прибрежном городке Лагуна-Бич, расположенном в округе Ориндж в Калифорнии. В 1992 году, в возрасте 23 лет, дебютировала в порноиндустрии. Работала с такими студиями, как Western Visuals, Metro, FM Video, Sin City, VCA Pictures, Caballero, Elegant Angel, Wicked Pictures, Vivid, Exquisite, Stroker Video, Zane, Erotic Angel и другие.
В 1994 году была номинирована на AVN Awards в категории «лучшая новая старлетка». Также победила в номинации «лучшая групповая сцена» с фильмом New Wave Hookers 3. Получила и три других номинации: «лучшая групповая сцена» за Anus and Andy, «лучшая парная сцена» за Black Orchid и «лучшая групповая лесбийская сцена» за Buttslammers. Также в 1994 году получила XRCO Award в категории «невоспетая сирена».
В 1995 году снова получила AVN Awards в номинации «лучшая групповая сцена» в категории «видео» за Pussyman 5.
Ушла из индустрии в 1997 году, снявшись в 207 фильмах.

## Награды и номинации
| Год  | Церемония  | Результат | Номинация                         | Работа                     |
| ---- | ---------- | --------- | --------------------------------- | -------------------------- |
| 1994 | AVN Awards | Номинация | Лучшая новая старлетка            | н/д                        |
| 1994 | AVN Awards | Номинация | Лучшая парная сцена               | Black Orchid (фильм)       |
| 1994 | AVN Awards | Победа    | Лучшая сцена группового секса     | New Wave Hookers 3 (фильм) |
| 1994 | AVN Awards | Номинация | Лучшая сцена группового секса     | Anus and Andy (видео)      |
| 1994 | AVN Awards | Номинация | Лучшая групповая лесбийская сцена | Buttslammers (видео)       |
| 1994 | XRCO Award | Победа    | Невоспетая сирена года            | н/д                        |
| 1995 | AVN Awards | Победа    | Лучшая сцена группового секса     | Pussyman 5 (en vídeo)      |

## Избранная фильмография
- Always Anal[12],
- Amateur Lesbians 31,
- Anus and Andy,
- Ass Openers 4,
- Backdoor Bunnies,
- Between The Cheeks 3,
- Big Knockers 5[13],
- Black Orchid,
- Bottom Dweller,
- Buttslammers,
- Creasemaster[14],
- Cum In My Mouth, Not In My Ass,
- Female Climax[15],
- Gypsy Queen,
- Governess[16],
- Hopeless Romantic[17],
- Latex[18],
- Lipstick,
- More Dirty Debutantes 29,
- Naked Reunion[19],
- New Wave Hookers 3,
- Orgy Attack,
- Other Side of Chloe[20],
- Pussyman 5,
- Rear Ended Roommates,
- Seven Good Women,
- Sorority Sex Kittens[21],
- Truth Or Dare,
- Unfaithful Entry[22],
- Wildflower 2,
- Wild's Wildest[23].